# Veborg
Veborg (también Wigbiorg, m. 750) fue una doncella guerrera vikinga, también conocida como valquiria, que lideró un ejército de 300 skjaldmö, luchando al lado del rey Harald Hilditonn, junto a Hed (o Hetha, hija del rey Harald, que sería reina de Selandia) y Visna (Wisna) en la batalla de Brávellir. De las tres comandantes, Veborg es la que ostenta mayor protagonismo según los manuscritos Gesta Danorum y Sögubrot af nokkrum fornkonungum. Según la leyenda, tras caer en combate Ubbe de Frisia, Veborg se enfrentó y mató a Söti y consiguió herir a Starkad, propinándole un golpe certero que hizo caer su mentón y que le provocó un profundo enojo porque debía morderse la barba para evitar tener la boca abierta durante los enfrentamientos. El último contrincante fue Thorkel (el Audaz), a quien «infligió muchas heridas y hubo un fuerte intercambio verbal», pero no tuvo tanta fortuna y finalmente murió en el campo de batalla.